# Honeoye Falls
Honeoye Falls est un village situé dans le comté de Monroe, dans l'État de New York aux États-Unis. 

## Histoire
Le village a été fondé en 1791 par Zebulon Norton quand il a acheté 1820 hectares.